# Nikołaj Kasatkin
Nikołaj Kasatkin (ros. Николай Алексеевич Касаткин) (ur. 13 grudnia?/25 grudnia 1859 w Moskwie, zm. 17 grudnia 1930 tamże) – rosyjski malarz, od roku 1891 członek grupy Pieriedwiżników,

## Życiorys
Był synem litografa A.A. Kasatkina. W latach 1873–1883 uczył się w Moskiewskiej Szkole Malarstwa, Rzeźby i Architektury u Wasilija Pierowa i Iłłariona Prianisznikowa. W roku 1891 został członkiem grupy Pieriedwiżników.
W roku 1883 został nagrodzony wielkim srebrnym medalem i tytułem artysty za obraz „Żebracy na cerkiewnym ganku”. 
1894–1917 sprawował funkcje pedagogiczne na macierzystej uczelni.
W ciągu około trzydziestu lat Kasatkin współpracował z wydawnictwem Iwana Sytina, uczestnicząc m.in. w wydaniu „Historii Rosji w obrazach” oraz „Wielkiej Reformy” poświęconej pięćdziesięcioleciu uwłaszczenia chłopów rosyjskich.
Po rewolucji październikowej otrzymał (jako pierwszy w historii) w roku 1923 tytuł Ludowego Artysty RSFSR.
Został członkiem Stowarzyszenia Artystów Rewolucyjnej Rosji (AchRR)
W roku 1924 został skierowany do Anglii, aby „ukazać walkę socjalną brytyjskiego proletariatu”. Gdy w roku 1932 w ZSRR wprowadzono doktrynę realizmu socjalistycznego, Kasatkin przyjął postanowienia z aprobatą. Zaczął malować portrety typowych postaci społeczeństwa ZSRR, jak „pionierka z książkami”.
Zmarł nagle, demonstrując w Muzeum Rewolucji swój obraz, przedstawiający zbiorowe samobójstwo więźniów w katordze Ust’-Kare w roku 1889.

## Galeria

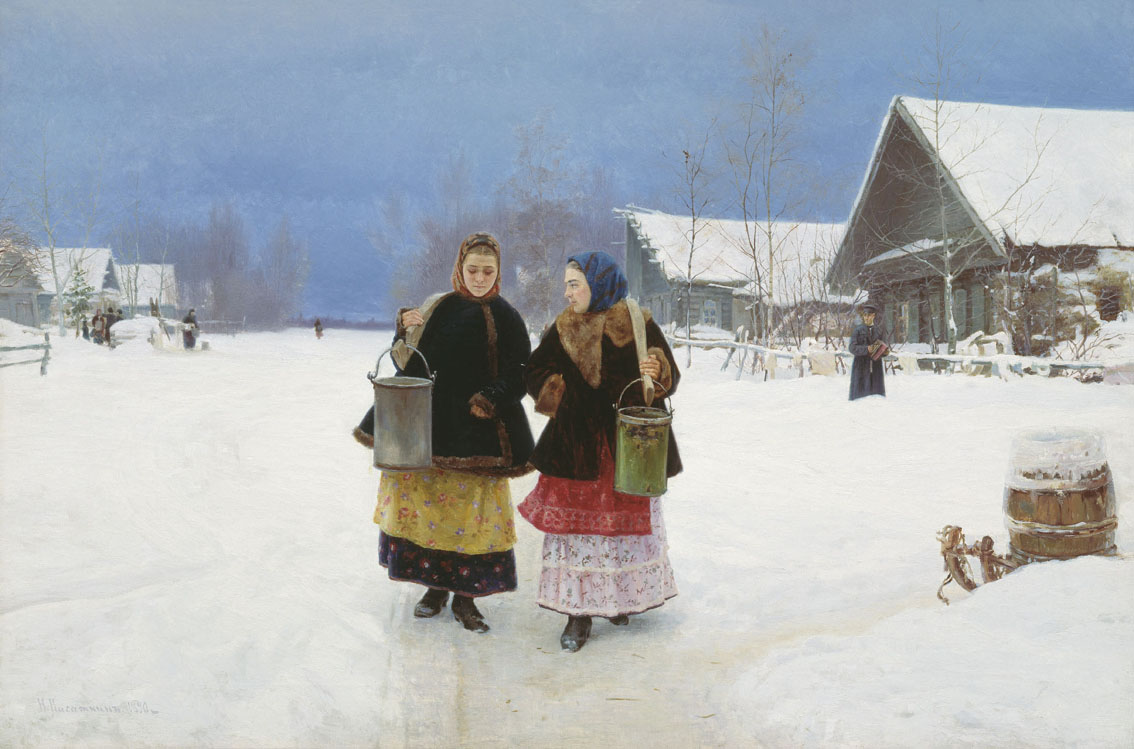
”Rywalki”, 1890
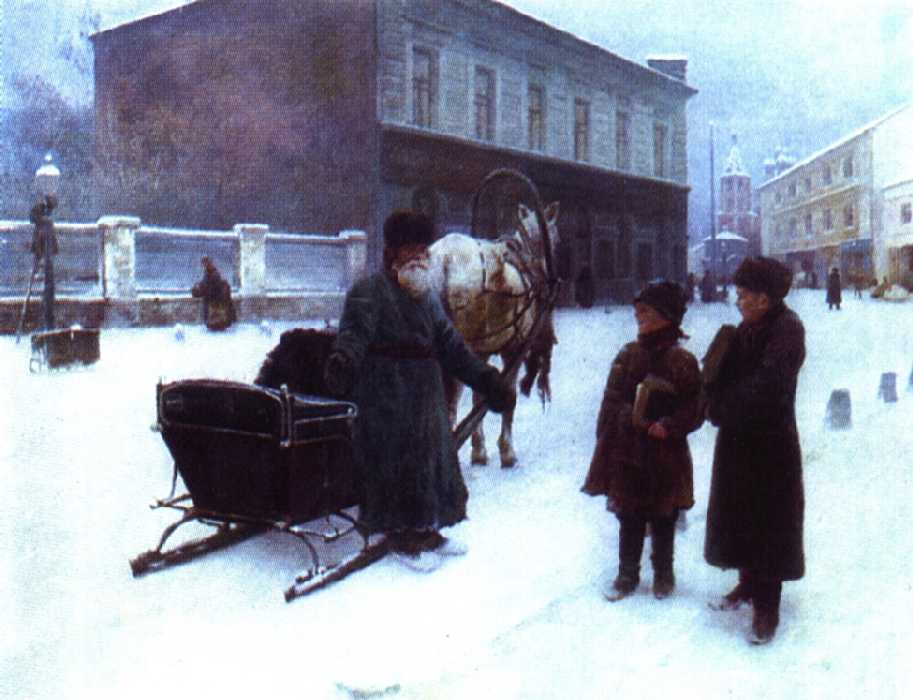
”Żart”, 1892
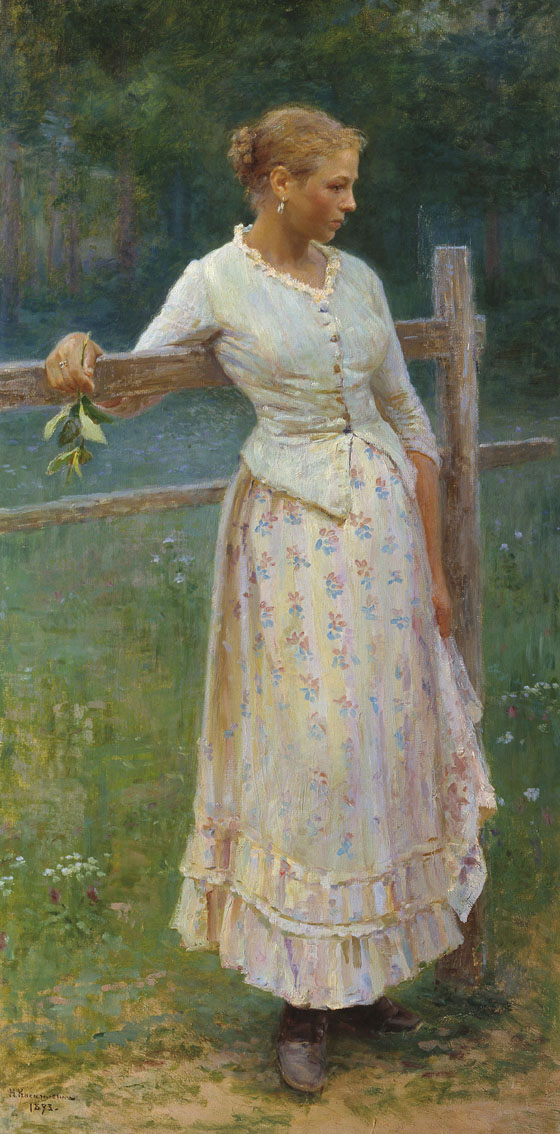
”Dziewczyna u płota”, 1893
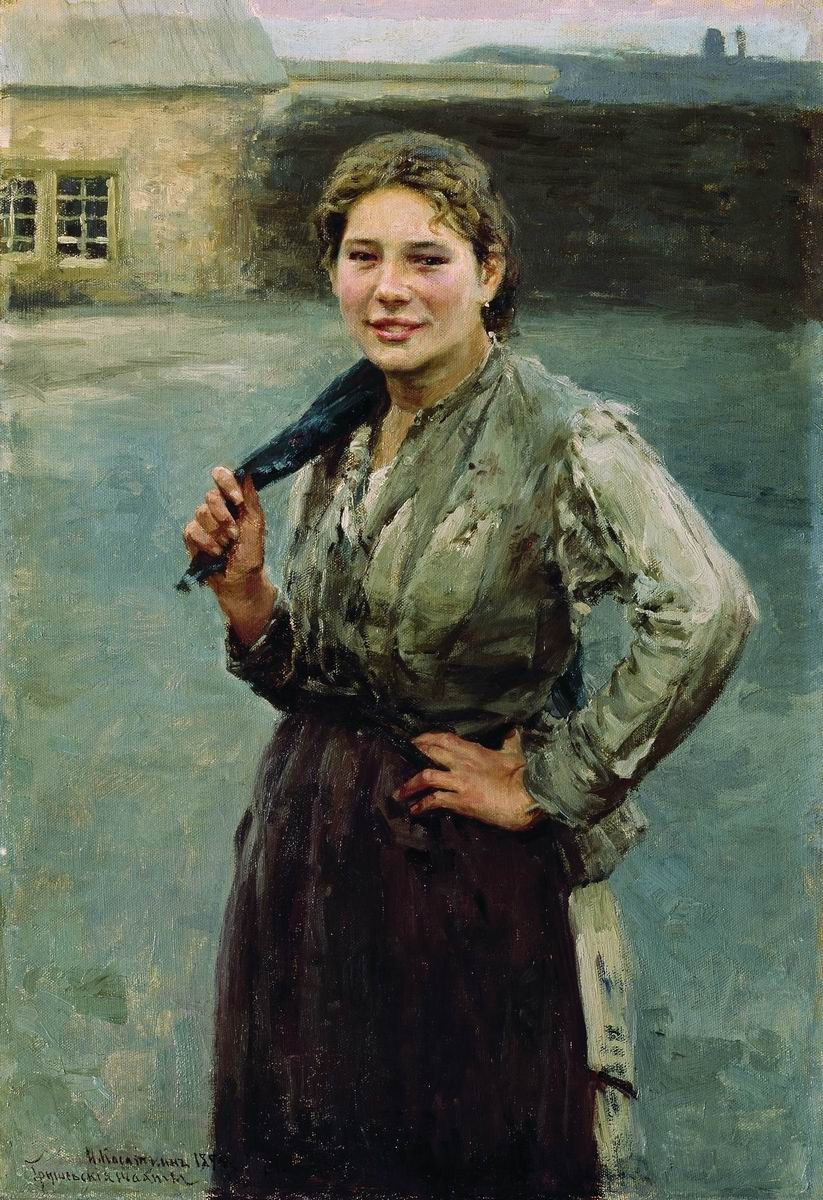
”Górniczka”, 1894
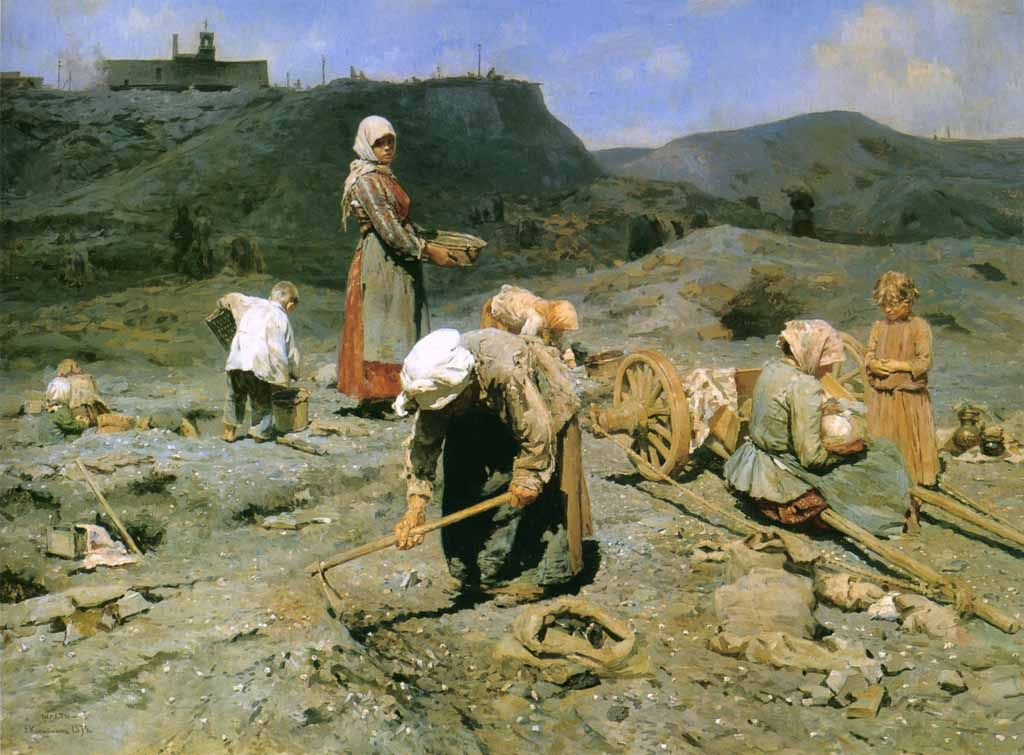
”Biedacy zbierający węgiel w opuszczonej kopalni”, 1894
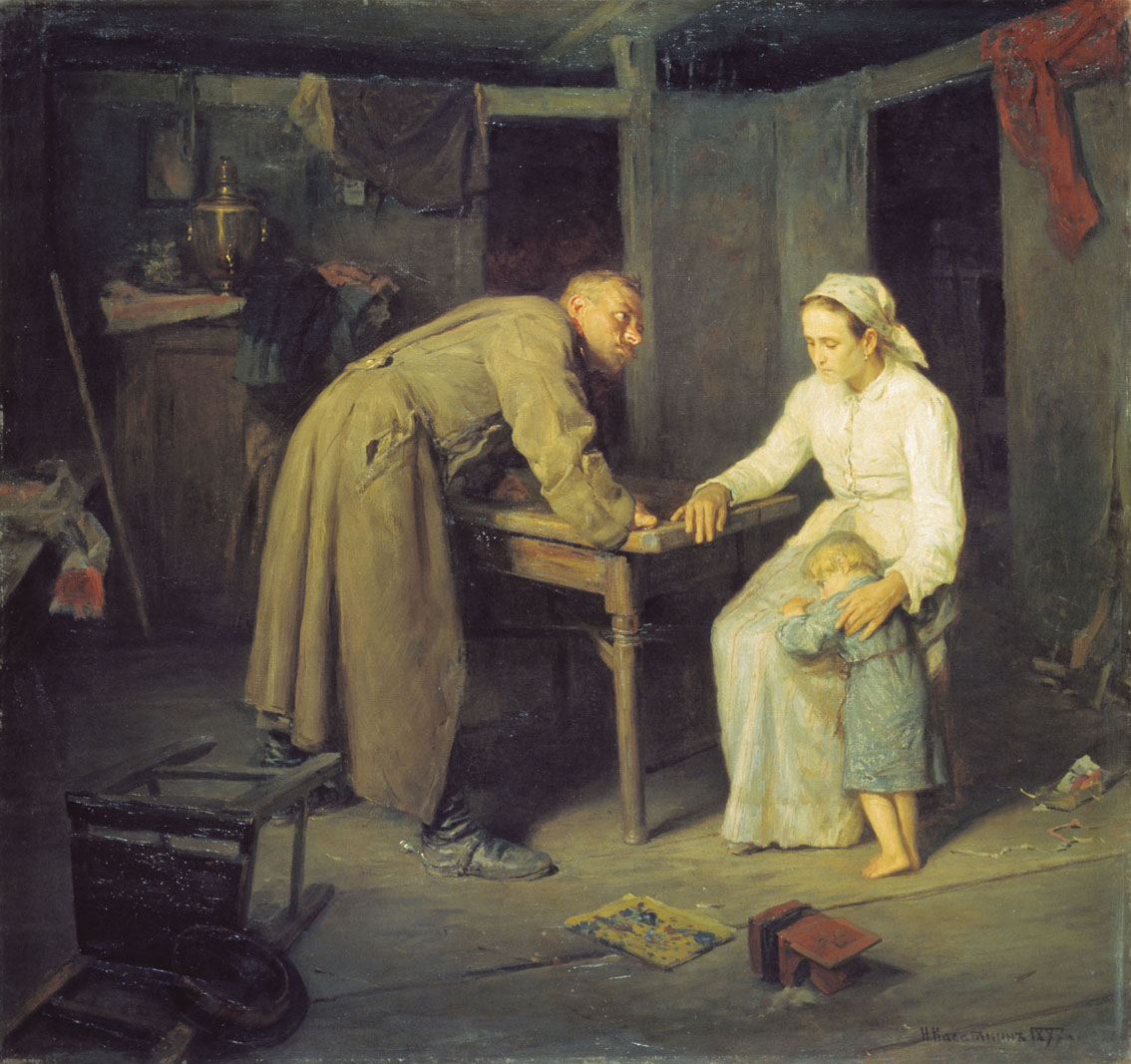
”Kto”, 1897
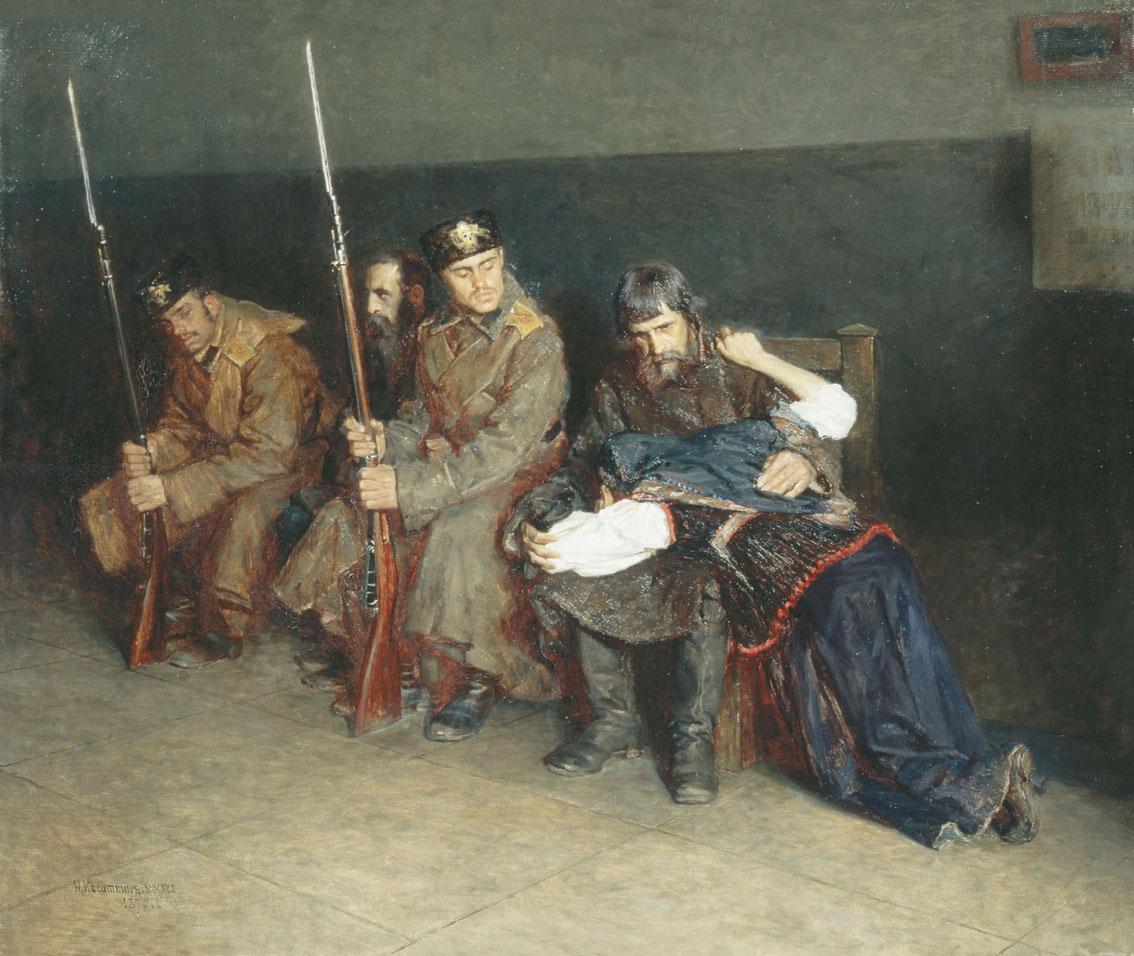
”Na korytarzu sądu okręgowego”, 1897
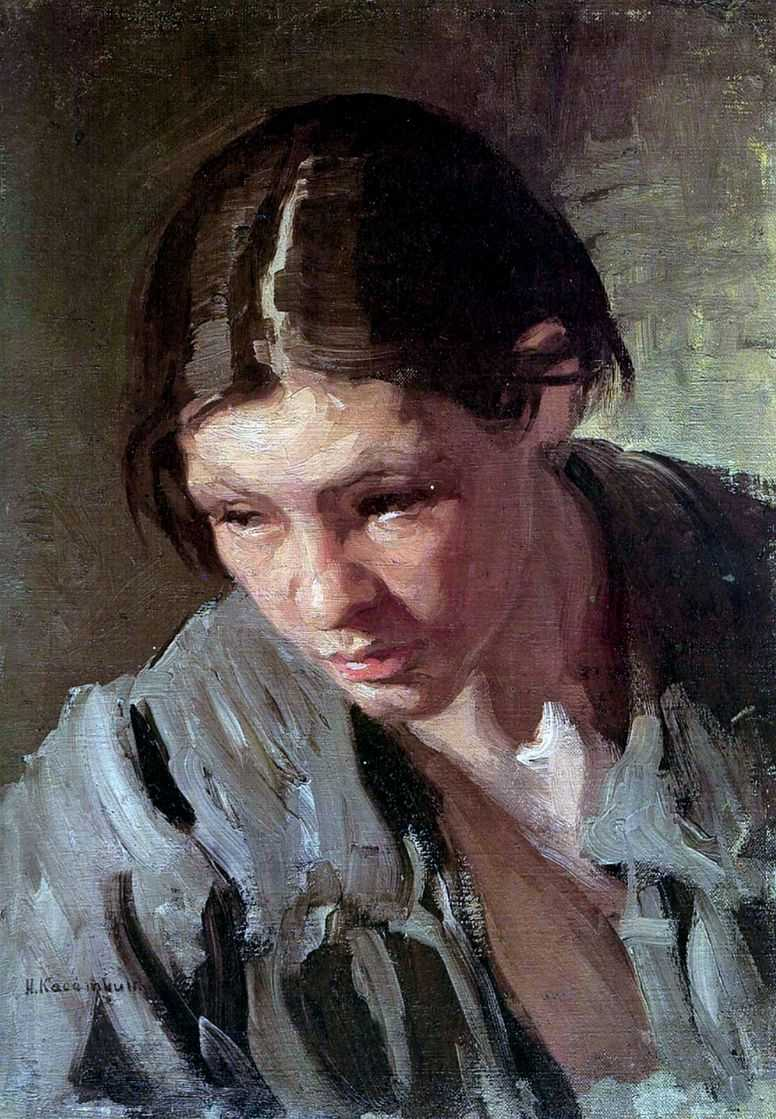
”Torfianka. Studium”, 1901
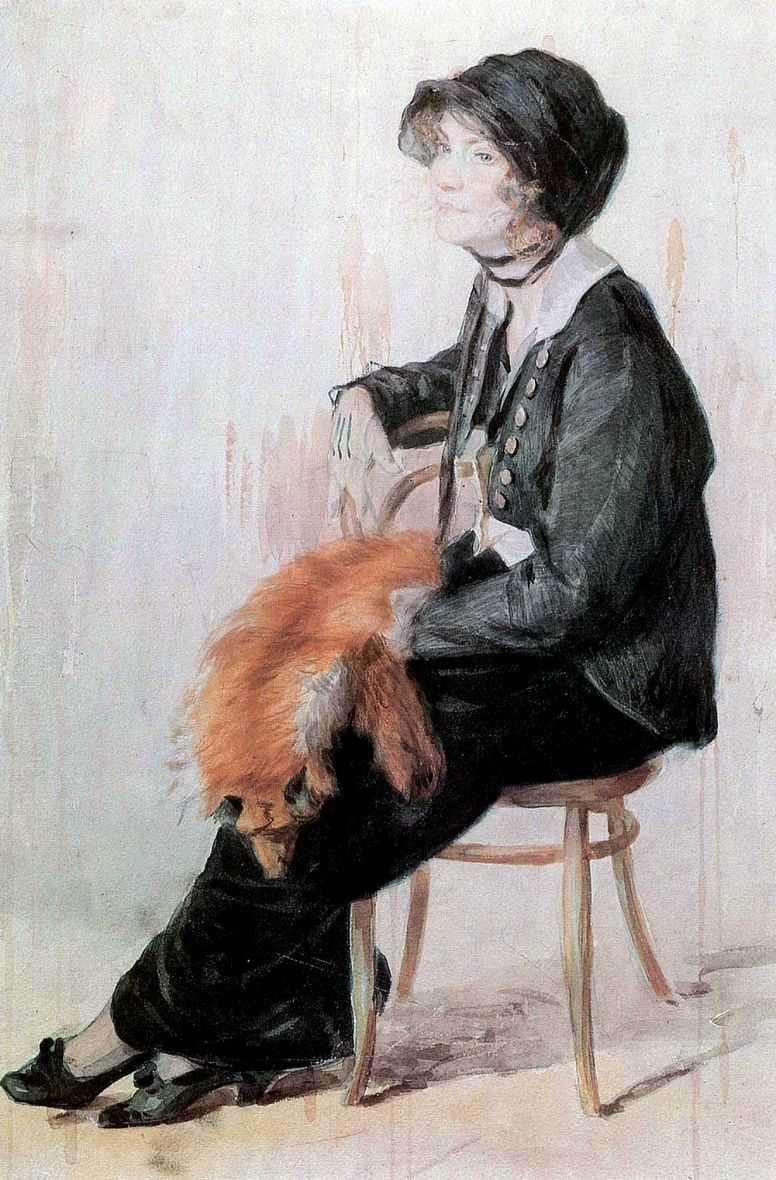
”Portret kobiety”, 1916